# Đurđica (biljna vrsta)
Đurđica (lat. Convallaria majalis) je višegodišna biljka iz roda đurđica (Convallaria), koji pripada porodici Asparagaceae. Ova samosterilna bijna vrsta može tvoriti velike kolonije širenjem podzemnih stabljika nazvanih podanci, iz čijih se krajeva vriježa, ljeti razvijaju novi uspravni izbojci. Izbojci započinju s rastom u proljeće, tvoreći lisne izbojke. Stabljika đurđice može narasti 15–30 cm u visinu, s jednim ili dva lista duljine 10–25 cm. Cvjetna stabljika ima dva lista i raceme od 5-15 cvjetova na cvjetnoj vrški. Cvjetovi su bijeli, rijetko ružičasti, zvonoliki, promjera 5–10 mm i slatkastog mirisa. Đurđice cvatu u kasno proljeće, a u blagim zimama na sjevernoj hemisferi početkom ožujka. Plod je mala narančasto crvena bobica promjera 5–7 mm, koja sadrži nekoliko bjelkastih do smeđih sjemenki koje sušenjem prelaze u prozirne kuglice širine 1–3 mm. Svi dijelovi biljke, uključujući i bobice su vrlo otrovni. Do sada je u đurđici pronađeno 38 različitih srčanih glikozida (kardenolida), a sadrži i glikozide iz skupine saponina.
Đurđica je raširena u cijeloj Europi, a unešena je i u Sjevernu Ameriku. Koristi se u medicini, te kao ukrasna biljka.

## Vanjske poveznice
- Convallaria majalis fact sheet  Arhivirana inačica izvorne stranice od 3. listopada 2013. (Wayback Machine) – NC State University Urban Horticulture